# Hypanthidium obscurius
Hypanthidium obscurius är en biart som beskrevs av Carlos Schrottky 1908. Hypanthidium obscurius ingår i släktet Hypanthidium och familjen buksamlarbin. Inga underarter finns listade i Catalogue of Life.